# Chytobrya fraudatrix
Chytobrya fraudatrix là một loài bướm đêm trong họ Noctuidae.